# Flize (comuna delegada)
Flize era una comuna francesa situada en el departamento de Ardenas, de la región del Gran Este, que el 1 de enero de 2019 pasó a ser una comuna delegada de la comuna nueva de mismo nombre.

## Demografía
| 1 200 | 1 228 | 1 004 | 1 015 | 1 239 | 1 277 | 1 168 | 1 166 |
| Para los censos de 1962 a 1999 la población legal corresponde a la población sin duplicidades (Fuente: INSEE [Consultar]) |       |       |       |       |       |       |       |